# Alain van Katwijk
Alain van Katwijk (Bladel, 28 de febrer de 1979) va ser un ciclista neerlandès que fou professional del 2002 al 2007.

## Palmarès
- 2001
  - 1r a la Ronde van Midden-Brabant
  - Vencedor d'una etapa a l'OZ Wielerweekend
- 2002
  - Vencedor d'una etapa a la Ronde van Midden-Brabant
- 2003
  - 1r a l'Omloop der Kempen
  - 1r al Tour d'Overijssel
- 2006
  - 1r a la Ronde van Midden-Brabant